# Кастелпетрозо
Кастелпетрозо (итал. Castelpetroso) је насеље у Италији у округу Изернија, региону Молизе.
Према процени из 2011. у насељу је живело 118 становника. Насеље се налази на надморској висини од 842 м.

## Становништво
| 1936. | 1951. | 1961. | 1971. | 1981. | 1991. | 2001. | 2011. |
| ----- | ----- | ----- | ----- | ----- | ----- | ----- | ----- |
| 2.821 | 2.829 | 2.471 | 1.944 | 1.786 | 1.722 | 1.644 | 1.662 |